# Whitelaw Reid
Pour les articles homonymes, voir Reid.
Whitelaw Reid (27 octobre 1837 à Cedarville - 15 décembre 1912 à Londres) fut directeur de publication du New York Tribune, candidat républicain à la vice-présidence des États-Unis en 1892 au côté du président Benjamin Harrison, à la place du titulaire sortant Levi Morton, ambassadeur en France de 1889 à 1892, et enfin ambassadeur au Royaume-Uni de 1905 à sa mort en 1912. 